# 2015 aux Fidji
Cet article présente les faits marquants de l'année 2015 aux Fidji.

## Évènements
- 10 février : Les Fidji abolissent pleinement la peine de mort. Dans les faits, elle n'avait jamais été utilisée depuis l'indépendance du pays en 1970 ; la dernière exécution remonte aux années 1960. Elle avait été abolie en 1967 pour tous les crimes sauf la trahison et la piraterie, et sauf à l'intérieur des forces armées. En 2002 elle avait été pleinement abolie pour les civils. En 2015 elle est ainsi également abolie pour les membres des forces armées[1],[2].

- 27 juin : Décès de Ratu Jope Seniloli (né le 14 juin 1939[3]), joueur de l'équipe nationale de rugby à XV dans les années 1970 puis vice-président de la République de 2001 jusqu'en 2004, lorsqu'il est reconnu coupable de trahison pour son soutien au coup d'État de 2000[4].

- 15 août à fin août : Une soixantaine de personnes sont arrêtées pour sédition, accusées de s'être constituées en groupes armés proclamant la sécession de deux « États chrétiens souverains », à Ra et à Nadroga dans l'ouest du pays. Les séparatistes rejettent la Constitution laïque adoptée en 2013, et affirment que « les musulmans » influencent le gouvernement via le ministre de la Justice Aiyaz Sayed-Khaiyum[5],[6].